# Куркуе
Куркуе (фр. Courcoué) је насељено место у Француској у региону Центар, у департману Ендр и Лоара.
По подацима из 2011. године у општини је живело 264 становника, а густина насељености је износила 16,86 становника/km².

## Демографија
| 1962. | 1968. | 1975. | 1982. | 1990. | 2011. |
| ----- | ----- | ----- | ----- | ----- | ----- |
| 370   | 364   | 280   | 284   | 259   | 264   |